# Rutulowie
Rutulowie (мых абдыр, ros. рутульцы) – niewielki naród zamieszkujący przede wszystkim południowy Dagestan, a także Azerbejdżan oraz Rosję. Dagestan zamieszkuje ok. 17,8 tys. Rutulów (2001), natomiast zgodnie ze spisem powszechnym, przeprowadzonym w 2002 ich liczebność na terenie całej Federacji Rosyjskiej może dochodzić do 30 tys. Posługują się językiem rutulskim, należącym do rodziny języków kaukaskich. Wierzący Rutulowie wyznają islam sunnicki.
Nazwa Rutulowie pochodzi od aułu Rutul, będącego najliczniejszą osadą, zamieszkaną przez ten lud.